# Sarah Zelenková
Sarah Zelenková (* 8. června 1987 Park Ridge) je americká reprezentantka ve veslování, mistryně světa pro rok 2011 v kategorii nepárová čtyřka bez kormidelníka, dvojnásobná vítězka Světového poháru ve veslování 2010 a akademická mistryně Spojených států amerických z roku 2008.

## Život
Původně začínala s basketbalem. Nejvlivnější osobnost v jejím sportovním životě byl její univerzitní basketbalový trenér. Na Grand Valley State University si všimli její výrazné postavy (výška 182 cm) a navrhli jí, aby začala veslovat. S veslováním začala v roce 2005. Znamenalo to pro ni, že musela vstávat o půl páté ráno. Vydělávala si prováděním pomocných prací, jako např. odhazováním sněhu na chodnících v kampusu.
Roku 2008 získala jako členka osmiveslice americký vysokoškolský titul. V roce 2009 odešla z Grand Valley State University do veslařského tréninkového centra (USRowing Training Center) v Princetonu, kde začala trénovat s národním týmem a pracovat jako recepční pro YMCA.
V roce 2010 dvakrát vyhrála Světový pohár ve veslování v Lucernu, a to jako členka čtyřky i osmy. V roce 2011 získala titul mistryně světa, a to jako členka americké reprezentační nepárové čtyřky bez kormidelníka. Mezi její záliby patří badminton, plavání a pinteresting.